# Ślimak i krzew róży
Ślimak i krzew róży (duń. Sneglen og Rosenhækken) – baśń literacka autorstwa Hansa Christiana Andersena, wydana po raz pierwszy w Kopenhadze w 1861 roku.

## Publikacja
Andersenowska baśń literacka Ślimak i krzew róży została po raz pierwszy opublikowana 25 listopada 1861 roku w Kopenhadze przez wydawnictwo C.A. Reitzel w antologii Nowe baśnie i opowieści. Druga seria. Druga kolekcja. 1862 (duń.  Nye Eventyr og Historier. Anden Række. Anden Samling. 1862) razem z Psyche (duń. Psychen), Motylem i Lodową Panią (duń. Iisjomfruen). W katalogu dzieł Hansa Christiana Andersena autorstwa B.F. Nielsena utwór opatrzony jest numerem 831. Baśń Ślimak i krzew róży została wznowiona za życia pisarza w roku 1871.

## Interpretacja
Autor przeciwstawił w baśni postawę pokory i wdzięczności postawie pychy i izolacjonizmu. Pokorny jest krzew różany. Ślimak odznacza się takimi cechami, jak: małostkowość, nietolerancja, zamknięty umysł, niewrażliwość, niezadowolenie i arogancja. Będąc dumnym, uważa, że wszystko, co dobre, jest jego zasługą. Krzew dostrzega tajemniczy porządek świata. Chociaż nie wymieniona zostaje osoba Boga, baśń ma charakter dydaktyzmu chrześcijańskiego, stale powracającego w utworach Andersena, charakterystycznego dla epoki romantyzmu.

## Polskie przekłady
Baśń została przetłumaczona na język polski:
- 1899 – Ślimak i róża: Cecylia Niewiadomska (tłum.): Baśnie. Warszawa. Brak numerów stron w książce
- 1931 – Ślimak i krzak róży: Stefania Beylin (tłum.): Baśnie. Warszawa. Brak numerów stron w książce
- 2006 – Ślimak i krzew róży: Bogusława Sochańska (tłum.): Baśnie i opowieści. Tom II 1852–1862. Poznań. s. 448–449. ISBN 978-83-7278-194-9. (z oryginału duńskiego)

## Fabuła
Streszczenia dokonano na podstawie wersji duńskiej.
W ogrodzie otoczonym leszczynami i pastwiskami z krowami i owcami, pod kwitnącym krzewem różanym siedzi ślimak. Zwierzę twierdzi, że kiedy nadejdzie jego czas, zrobi coś większego niż dawanie mleka, zakwitanie czy zrodzenie orzechów. Róża wyraża ciekawość, kiedy to nastąpi, ale ślimak odpowiada, że daje sobie czas. Rok później wszystko wygląda tak samo: róża kwitnie, a ślimak znowu tylko wygląda spod skorupy. Narzeka, że róże się nie rozwijają, tylko ciągle kwitną tak samo. Mija lato, jesień, zima, a ślimak zakopuje się w ziemi. Gdy nadchodzi nowy rok, róże znowu kwitną, a ślimak wychodzi i krytykuje żywopłot, że nic się nie rozwinął duchowo. Róża odpowiada, że po prostu kwitła z radości, bo czuła siły z ziemi i nieba. To było jej życie. Ślimak zarzuca różom, że wiodły zbyt łatwe życie, ale róża podkreśla, że wszystko było jej dane i jest wdzięczna. Róża pyta, co ślimak dał światu w zamian za swoje talenty i głębię. Ślimak z pogardą odpowiada, że świat go nie obchodzi i że wystarcza sam sobie. Chowa się do swojej skorupy i ją zalepia, odcinając się od wszystkiego. Róża wspomina, jak jej kwiaty przynosiły ludziom radość, a ślimak pozostaje samotny; z czasem oboje umierają, ale nowe róże i nowe ślimaki powtarzają ten sam cykl.

## Galeria

Ilustracje baśni Ślimak i krzew róży
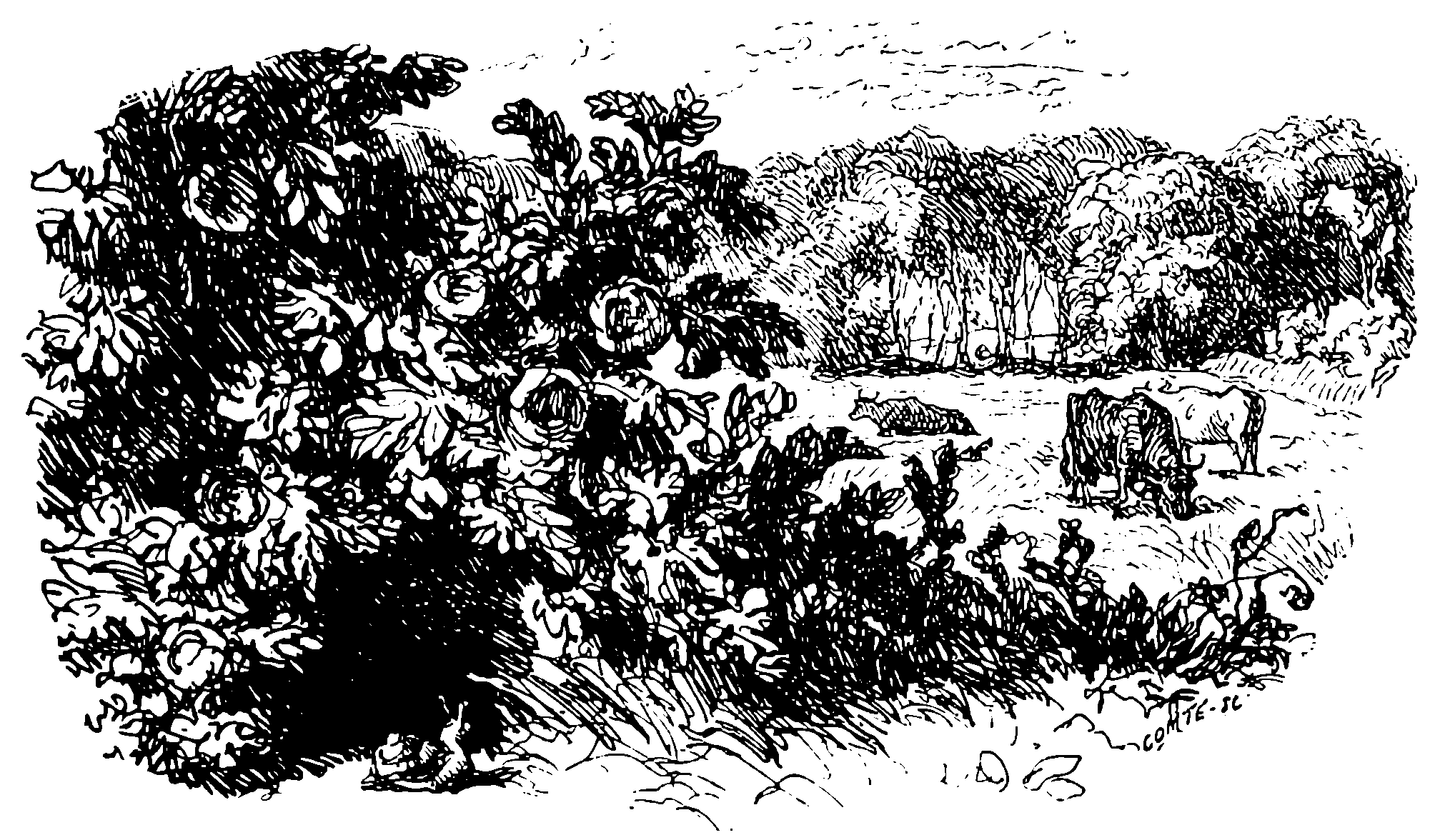
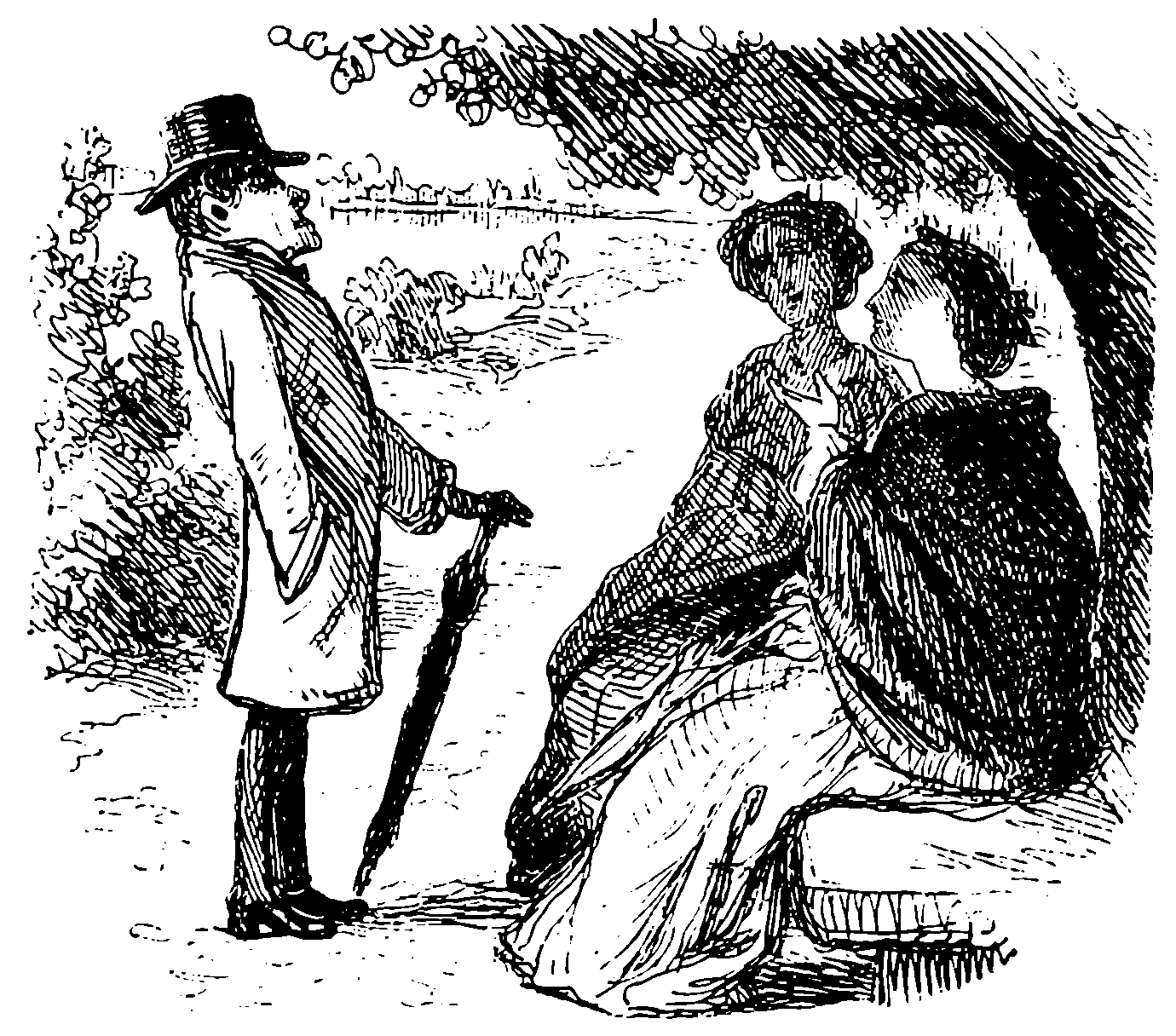
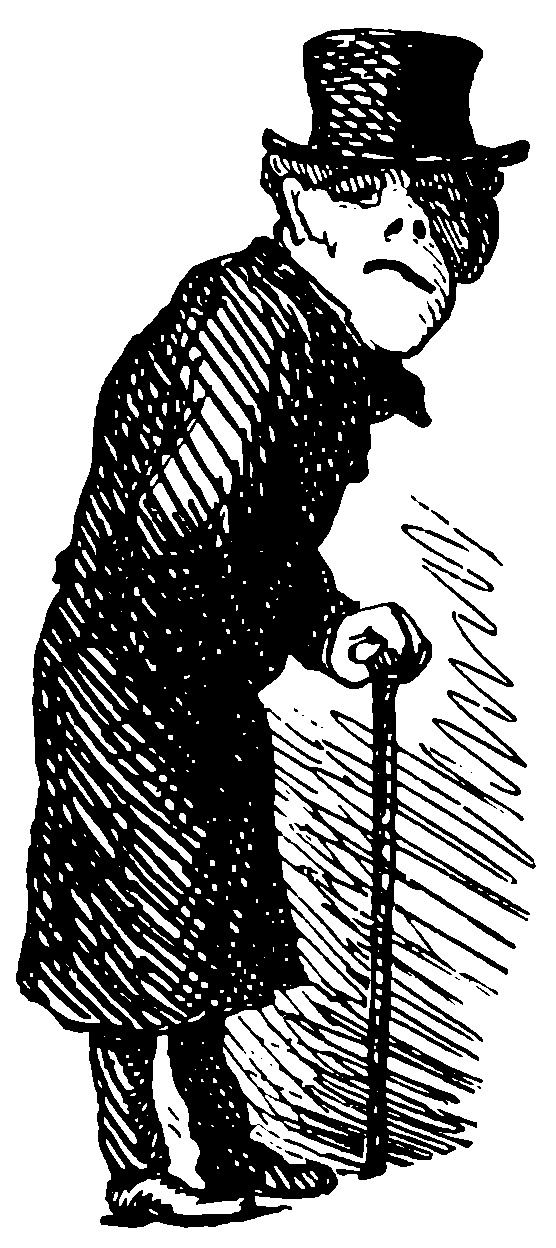
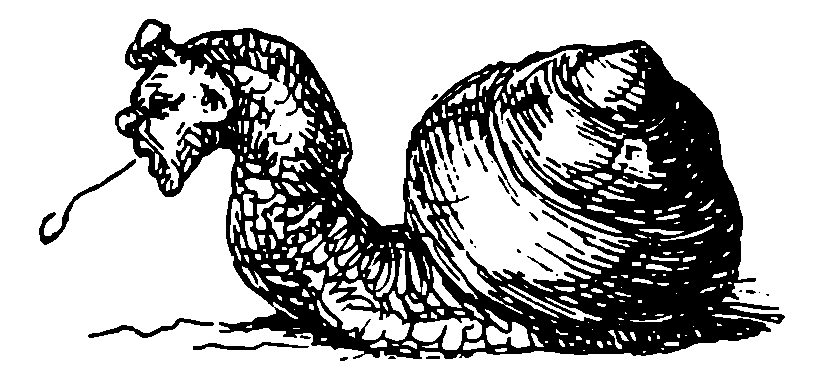